# Wok

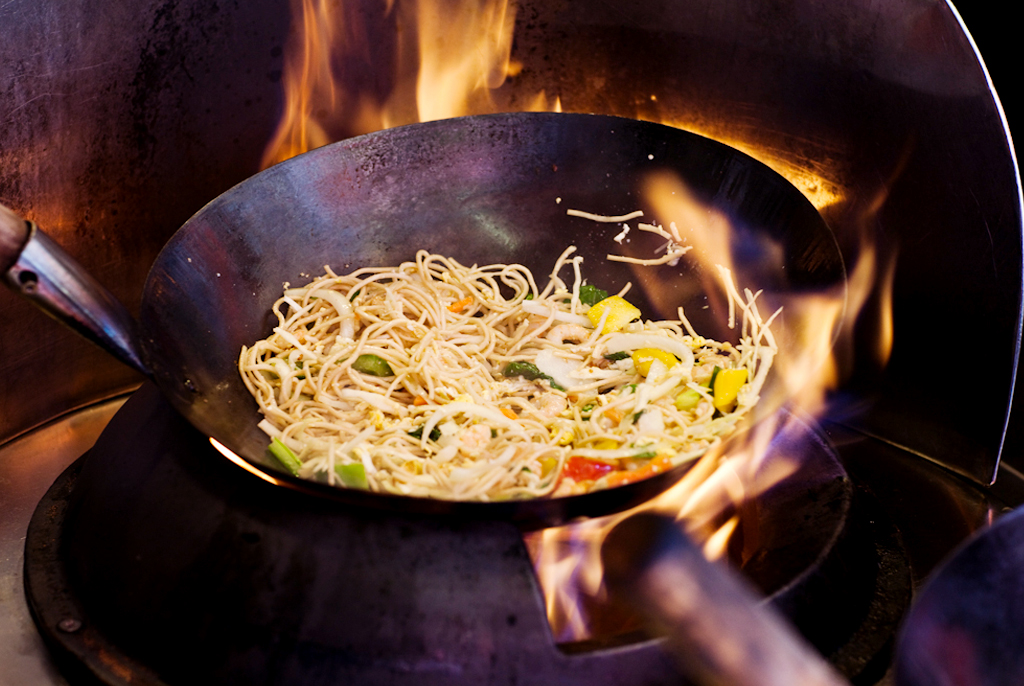
Wok

Wok (efter det kantonesiska ordet och uttalet för "gryta", pinyin: huò, 鑊), en form av tunn, rundbottnad, kupad stekpanna där man snabbt och hett tillreder, wokar, till exempel grönsaker, nudlar eller mindre bitar av kött. Även den maträtt som man tillreder kan kallas wok.
Den kupade stekpannan och tekniken att snabbsteka rätter vars ingredienser skurits i små bitar kom till Kina från Centralasien under Tangdynastin. En vanlig bakgrundsförklaring till tekniken är att den är energisnål då tillagningen går snabbt vilket passar bra för samhällen där brännved är bristvara. Grytan används dock i Kina även för ångkokning och andra mer långsamma matlagningstekniker.
Att kalla snabbstekning och snabbstekta rätter för "wok" är ett icke-kinesiskt språkbruk.
Woken utsågs i Sverige till årets julklapp 1990 av Handelns utredningsinstitut.
Ordet "wok" är belagt i svenska språket sedan 1982, medan ordet "woka" är belagt sedan 1990.